# فص صدغي
الفص الصدغي (بالإنجليزية: Temporal lobe) هو فص من من فصوص دماغ الإنسان وأدمغة الثدييات، يقع في الجزء الجانبي لكل من نصفي الكرة الدماغية ويحدّه الفص الجداري والفص القفوي ويتوضع للأسفل من الشق الجانبي (شق سيلفيوس) أو الثلم الوحشي للدماغ. هو قسم من القشرة المخية التي توجد أسفل الشق الوحشي في نصفي الكرة المخية في دماغ الثدييات ويتضمن مسؤولية أساسية في استيعاب السمع واللغة.
يظهر على وجهه الوحشي ثلاثة تلافيف هي بالترتيب:
1. تلفيف صدغي علوي.
2. ثم تلفيف صدغي أوسط.
3. ثم تلفيف صدغي سفلي.

يفصل بينها ثلمين هما:
1. الثلم الصدغي العلوي.
2. والثلم الصدغي السفلي.

من وظائف الفصين الصدغيين:
- الاشتراك في حفظ الذاكرة البصرية.
- معالجة المدخلات الحسية.
- فهم اللغة.
- تخزين الذكريات الجديدة والعواطف.
- واستيعاب المعاني.[5]

## الوظائف

### الذاكرة البصرية
الفص الصدغي يحتوي على الحصين، ويلعب دوراً رئيسياً في تشكيل الذاكرة طويلة الأمد بتنظيم اللوزة الدماغية.

### معالجة المدخلات الحسية

صورة متحركة للفص الصدغي الأيسر لدى الإنسان

السمعيةالفص الصدغي يشارك في الإدراك السمعي الأولي، كالسمع, ويحمل القشرة السمعية الأولية.
البصريةالجزء البطني من القشور الصدغية تظهر بأنها تشارك بدرجة عالية في العملية البصرية.

### فهم اللغة
الفص الصدغي الأيسر يحمل القشرة السمعية الأولية، والتي تعتبر مهمة في معالجة الدلالات في كل من الكلام والرؤية عند الإنسان.

### الذكريات الجديدة
يعتقد أن الفص الصدغي الإنسي يشارك في الترميز التعريفي للذاكرة على المدى الطويل.

فصوص الدماغ:
الفص الصدغي
الفص القذالي
الفص الجداري
الفص الجبهي